# Oloněc
Oloněc (rusky Олонец, karelsky Anuksenlinnu nebo Anus, finsky Aunus, švédsky Olonets) je město v Karelské republice v Ruské federaci. Při sčítání lidu v roce 2010 měl přes devět tisíc obyvatel.

## Poloha
Oloněc leží při ústí Megregy do Olonky (přítok Ladožského jezera). Od Petrozavodsku, hlavního města Karelské republiky, je vzdálen přibližně 150 kilometrů a od Petrohradu přibližně 310 kilometrů.

### Dějiny
První zmínka o Oloňci je z roku 1137.
V roce 1649 byl Oloněc Rusy opevněn na obranu proti Švédům a od téhož roku je považován za město.

### Rodáci
- Johann Friedrich Blank (1708–1745), architekt
- Witold Pilecki (1901–1948), polský voják
- Sergej Michajlovič Seljanov (* 1955), režisér a scenárista